# Xã East Bloomington, Quận Franklin, Nebraska
Xã East Bloomington (tiếng Anh: East Bloomington Township) là một xã thuộc quận Franklin, tiểu bang Nebraska, Hoa Kỳ. Năm 2010, dân số của xã này là 252 người.